# شارون مانينغ
شارون مانينغ (بالإنجليزية: Sharon Manning)‏ مواليد 20 مارس 1969 في إمبوريا، هي لاعبة كرة سلة أمريكية معتزلة. بدأت مسيرتها الاحترافية في سنة 1997. تم اختيارها من قبل فريق شارلوت ستينغ خلال الدرافت. يبلغ طولها 6 قدم 3 بوصة (1.9 م). اعتزلت اللعب في 2000. لعبت مع شارلوت ستينغ وميامي سول في الاتحاد الوطني لكرة السلة النسائية.

## روابط خارجية
- شارون مانينغ على موقع الاتحاد الوطني لكرة السلة النسائية (الإنجليزية)
- شارون مانينغ على موقع كلية كرة السلة في سبورتس رفرنس.كوم (الإنجليزية)
- شارون مانينغ على موقع بروبوليرز (الإنجليزية)
- شارون مانينغ على موقع سبورتس رفرنس (الإنجليزية)